# Lug (Bilje)
Pour les articles homonymes, voir Lug.
Lug (hongrois : Laskó) est une localité de Croatie située dans la municipalité de Bilje, comitat d'Osijek-Baranja. Au recensement de 2001, elle comptait 852 habitants. Elle est habitée par des Magyars.